# Daphné Patakia

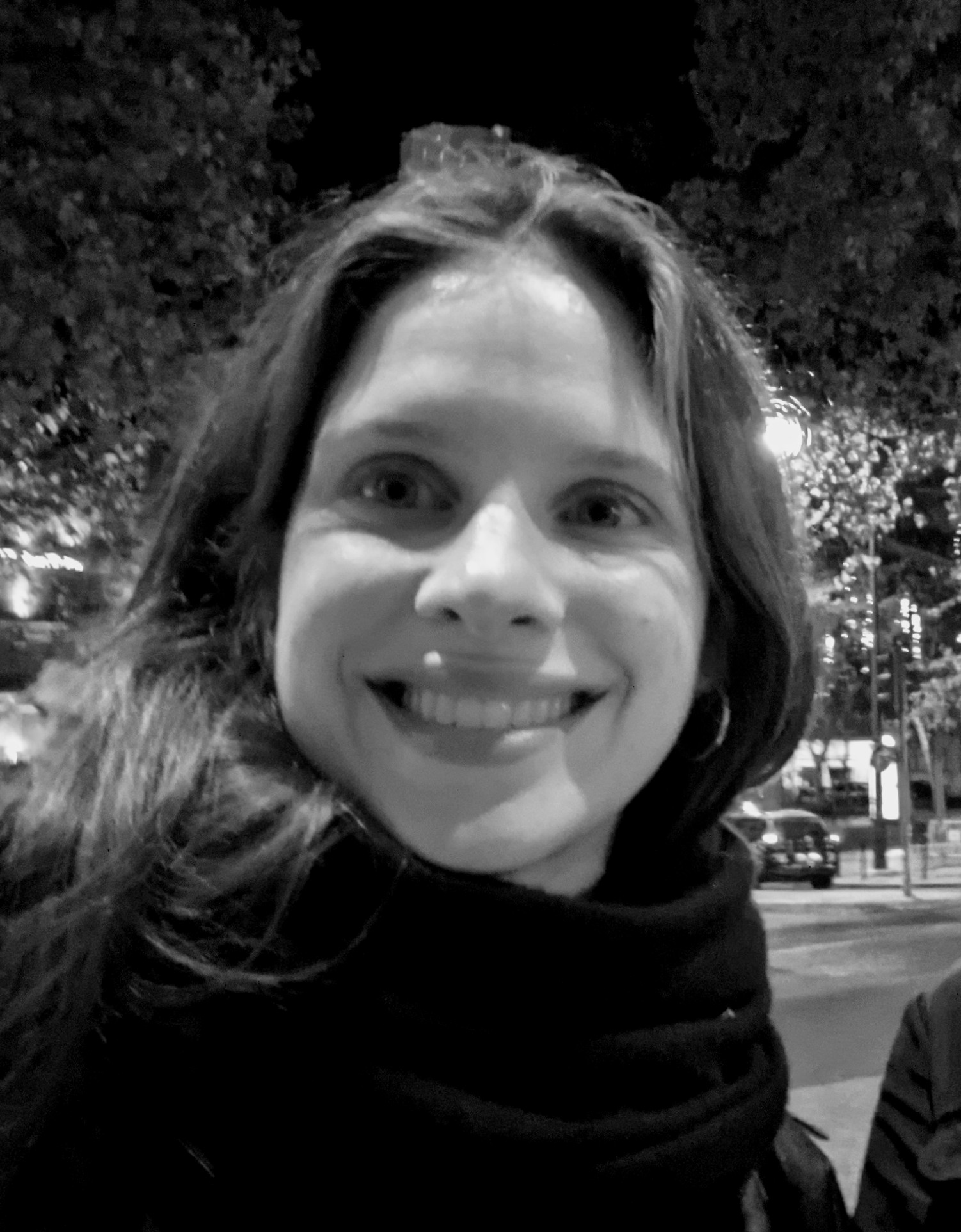
Daphné Patakia (2021)

Daphné Patakia (griechisch Δάφνη Πατακιά, * 8. Juni 1992 in Brüssel als Daphne Ioakimidou-Patakia, griechisch Δάφνη Ιωακειμίδου-Πατακιά) ist eine griechisch-belgische Schauspielerin.

## Leben
Patakia wuchs als Kind griechischer Eltern in Belgien auf. Zunächst studierte sie Ballett und Modernen Tanz im Studio Udi Malka in Etterbeek. Sie absolvierte ihre Schauspielausbildung am Griechischen Nationaltheater, wo sie 2013 ihren Abschluss machte. Zunächst spielte sie in griechischen Filmen und Theaterproduktionen, zog dann aber nach Paris und tritt seitdem überwiegend in französischen Filmen auf.
Patakia lebt und arbeitet in Frankreich.

## Filmografie (Auswahl)
- 2015: Interruption (Filmdebüt, nicht in Deutschland veröffentlicht)
- 2015: Spring Awakening – Rebellion der Jugend (Το ξύπνημα της άνοιξης)
- 2017: Djam
- 2017: Nima
- 2017: Rattrapage
- 2018: A Paris Education (Mes provinciales)
- 2018: Versailles (Fernsehserie, 3. Staffel)
- 2019: Meltem
- 2019: Winona
- 2020: Rückkehr in die Bretagne (Paris-Brest)
- 2021: Benedetta
- 2021–2022: UFOs (OVNI(s), Fernsehserie)
- 2022: The Five Devils (Les cinq diables)
- 2023: Tout le monde m'appelle Mike
- 2023: Sur la branche
- 2024: Fario
- 2024: Toutes pour une
- 2024: Arcadia
- 2025: I Agries Meres Mas
- 2025: Belladone

## Auszeichnungen
- 2016: European Shooting Stars auf der Berlinale für To xypnima tis anoixis
- 2018: Vorauswahl (Révélation) für den 	César in der Kategorie Beste Nachwuchsdarstellerin für Djam